# Лоуз, Дэвид
Дэвид Энтони Лоуз (англ. David Anthony Laws; род. 30 ноября 1965, Фарнэм, Суррей, Англия) — британский политик, главный секретарь Казначейства в первом кабинете Дэвида Кэмерона (2010).

## Биография
Окончил Колледж Святого Георгия в Вейбридже (Суррей) и Королевский колледж Кембриджского университета, где изучал экономику. По окончании университета пришёл в бизнес, был вице-президентом JP Morgan, являлся одним из управляющих директоров банка Barclays (в инвестиционном подразделении Barclays de Zoete Wedd), но затем решил заняться политикой.
Заняв должность директора службы партии либеральных демократов по выработке политики и исследований, сыграл существенную роль в подготовке программы к выборам 1997 года. В 2001 году был избран в Палату общин от округа Йоувелл, оставшегося вакантным после ухода на покой прежнего депутата — бывшего лидера либеральных демократов Пэдди Эшдауна. В ноябре 2001 года назначен представлять прессе политику его партии в области обороны, а в 2002 году занял в теневом кабинете либеральных демократов должность теневого главного секретаря Казначейства.
По итогам парламентских выборов 6 мая 2010 года консерваторы добились относительного большинства, и 11 мая 2010 года Дэвид Кэмерон сформировал коалиционное правительство с участием либеральных демократов, в котором Лоуз получил портфель главного секретаря Казначейства.
Уже 29 мая 2010 года Лоуз был вынужден уйти в отставку, признав финансовое нарушение со своей стороны (он включил в свои депутатские расходы сумму, потраченную на оплату аренды жилья для гомосексуального партнёра), и пообещал компенсировать ущерб бюджету в размере 40 тыс. фунтов стерлингов. На освободившуюся должность был перемещён министр по делам Шотландии Дэнни Александер.
Оставаясь после скандала советником лидера партии и заместителя премьер-министра Ника Клегга, 4 сентября 2012 года вернулся в правительство, когда Кэмерон вновь произвёл серию кадровых решений, в числе которых было назначение Лоуза младшим министром школ и младшим министром Кабинета.
15 июля 2014 года Дэвид Кэмерон произвёл новые перестановки в кабинете, оставив Лоуза в его прежних должностях, но теперь наделив его правом участия в заседаниях Кабинета.
7 мая 2015 года состоялись новые парламентские выборы, которые Лоуз проиграл в своём округе, хотя тот в течение 32 лет неизменно оставался под контролем либеральных демократов. Победитель, консерватор Маркус Фиш, получил более 24 тыс. голосов избирателей, опередив Лоуза примерно на 5 тыс. бюллетеней.
Консервативная партия по итогам этих выборов обеспечила себе абсолютное большинство в Палате общин, и 11 мая 2015 года Дэвид Кэмерон сформировал однопартийное правительство, лишив либеральных демократов всех их портфелей.
Уйдя из политики, Лоуз возглавил созданный в 2016 году аналитический центр «Институт образовательной политики» (EPI).